# Deng Xi
Deng Xi (545–501 p.n.e.) – starożytny chiński filozof, jeden z pierwszych reprezentantów szkoły nazw, często uważany za jej twórcę.
W swoich czasach był uznanym prawnikiem. Nie zachowały się żadne jego pisma, a przypisywany mu traktat Dengxizi (鄧析子) jest dziełem późniejszych autorów. Według Xunzi i Lüshi chunqiu Deng lubował się w argumentacjach pełnych paradoksów i zabaw językowych. Lüshi chunqiu przekazuje kilka scenek z życia i działalności Deng Xi, w których dokonuje on retorycznej interpretacji przepisów prawnych, relatywizując je i umożliwiając ich różne rozumienie zależnie od okoliczności. Za swoje po mistrzowsku przeprowadzane procesy sądowe miał rzekomo pobierać od klientów, w ramach opłaty: za trudne sprawy – płaszcz, a za łatwe – parę spodni.
Charakterystyczna jest jedna z najbardziej znanych przypowiastek. Pewnego razu, podczas wylewu rzeki Wei, utopił się pewien bogaty człowiek. Znalazca ciała zażądał od rodziny wysokiej kwoty za jego wydanie. Krewni zmarłego poszli po radę do Deng Xi, a ten kazał im czekać, gdyż człowiek ten i tak prędzej czy później odda bezużyteczne dla niego truchło. Gdy w istocie chciał już oddać rodzinie ciało, teraz jemu Deng Xi nakazał czekać, gdyż rodzina i tak nie ma innego wyjścia jak odkupić zwłoki krewniaka.